# Gabinete de Lectura Santa Teresa de Jesús
El Gabinete de Lectura Santa Teresa de Jesús se creó en 1940, durante los primeros años de la Dictadura de Francisco Franco, con la finalidad de orientar, promover y criticar la literatura infantil y juvenil desde una concepción nacionalcatólica. El Gabinete estaba formado principalmente por bibliotecarias, maestras, escritoras y madres de familia, pertenecientes al Consejo Superior de Mujeres de Acción Católica. Algunas de ellas estuvieron al servicio de la censura franquista. 
En los primeros años, María África Ibarra Oroz y Paulina Junquera dirigieron el Gabinete. En 1944 se unen María Isabel Niño Mas, María Montserrat Sarto Canet, Carolina Toral e Isabel Flores de Lemus. Niño Mas marcará la labor del grupo desde su entrada y será su directora entre 1960 y 1969, fecha de su fallecimiento.
El Gabinete estaba formado principalmente por mujeres de Acción Católica. Sin embargo, entre 1945 y 1951, también colaboraron, de forma más o menos ocasional, Francisco Cervera, miembro del Cuerpo Facultativo de Archiveros, Bibliotecarios y Arqueólogos; Luis García Ejarque, jefe del Servicio Nacional de Lectura; Molina Sánchez; y Manuel Carrión Gútiez.

## Objetivos
Los objetivos del Gabinete se centraron en la crítica selectiva de los libros infantiles y juveniles desde una perspectiva católica, la orientación de las lecturas para el niño y el adolescente, y la organización de bibliotecas experimentales o viajeras. Para cumplir las dos primeras labores, crearon los catálogos críticos, en los que la apreciación creativa y literaria queda subyugada a una línea religiosa y moral definida por el marco ideológico de Acción Católica. El Gabinete mantenía además secciones habituales en el diario ABC (durante la década de los cuarenta) y en el Boletín de Orientación Bibliográfica de la revista Ecclesia (a partir de 1955) en las que daba a conocer sus críticas de libros infantiles. A fin de extender su influencia creó premios y cursos.

## Influencia en la lectura de literatura infantil y juvenil
Algunas de las responsables del Gabinete de Lectura Santa Teresa de Jesús estuvieron en nómina como censoras adeptas a la Inspección de Libros del gobierno dictatorial, como María África Ibarra Oroz y María Isabel Niño Mas. Así, Niño Mas llegó a censurar el libro Los niños tontos de Ana María Matute. El Gabitene de Lectura llevada una agenda propia. Siguiendo el marco del Secretariado de Orientación Bibliográfica de Acción Católica Española, actúa como un agente censor alternativo al Estado franquista, a tenor de las discrepancias que surgieron con el devenir de ambas instituciones. La creación de catálogos críticos de lectura estaban dirigidos a reprobar títulos considerados dañinos para la moral cristiana de los menores e «inculcar la religión desde edades tempranas, para asegurar la continuidad de la religión y del movimiento seglar». En unos años en que hubo una reducida creación literaria para niños, a consecuencia de la reciente Guerra Civil Española, se decidió «expurgar gran parte de las ediciones anteriores a 1936», recurriendo, en muchos casos, a ediciones latinoamericanas, especialmente argentinas, así como aquellas que iban publicándose en esos años.
Desde su fundación en 1942 hasta 1951, tuvo hegemonía casi exclusiva la influencia del Consejo Superior de Mujeres de Acción Católica. Durante este periodo, publicaron el primer Catálogo crítico de libros para niños (1945), donde censaron 916 libros de literatura infantil y juvenil. El Gabinete, por ejemplo, consideró inconveniente la lectura de los cuentos de Hans Christian Andersen como "El príncipe porquerizo", "Nicolás el grande y Nicolasín", "El jardín del palacio" y "Las cigüeñas"; así como los libros Celia en el colegio y Celia institutriz en América de la serie dedicada a Celia por Elena Fortún; y otros relatos internacionales de Charles Perrault, Jonathan Swift, Edgar Allan Poe, incluso una biografía de Francisco Pizarro, por plantear la ilegitimidad de su nacimiento.
A comienzos de la década de los cincuenta, publicaron otros dos catálogos con intención ejemplarizante, en los que se plantea influir en la formación espiritual del niño. El primero es el Catálogo crítico de los libros infantiles (1951), donde se seleccionan por edades y por temas 572 títulos aparecidos en la exposición de bibliotecas infantiles, organizada por la Asociación Nacional de Archiveros, Bibliotecarios y Documentalistas (ANABAD) en la Biblioteca Nacional. En el prólogo se justifica el catálogo, con la esperanza de que los jóvenes lectores «lleven martilleadas en el alma las enseñanzas nobles y bellas que encontrarán en estos libros». El segundo fue el Catálogo de la exposición de libros para niños. Navidad 1951 (1952), en el que se examinan las obras presentadas en la exposición del libro infantil, organizada por el Consejo Superior de Mujeres de Acción Católica y el Consejo Diocesano de las Mujeres de Acción Católica, bajo la dirección de Francisco Cervera. 

## Catalogación de libros
Para la elaboración de los catálogos críticos, se juzgaban los libros según su idoneidad en los siguientes parámetros, por este orden: el aspecto religioso, el moral, el patriótico, el literario y el artístico. Teniendo en mente dichos criterios, las obras eran objeto de cuatro posibles clasificaciones: 
- las «recomendables», con reconocido mérito y moralidad;
- las «aceptables», con llamados a la cautela según las apreciaciones vertidas en la sinopsis de cada ficha;
- las «tolerables», de lectura permisible siempre que no se temiese una reacción adversa en el infante al que se le leía dicha obra; y
- las «inconvenientes», cuyo acceso debía ser negado al niño por el carácter moral que transmitía.

El juicio emitido era el resultado de las consideraciones de dos lectoras que habían seguido los criterios reseñados, supervisados posteriormente por otras lectoras, tras lo que se cumplimentaba una ficha que englosaría el catálogo crítico. También contaban con la opinión de los lectores infantiles, a los que les acercaban una selección de libros depurados en las bibliotecas viajeras.
Se organizan los temas religiosos y morales según los años del infante. Se plantea inculcar el amor al Niño Jesús, a la Virgen, al Ángel de la Guarda así como enseñar oraciones sencillas a los lectores de 3 a 6 años. Se recomienda la presentación de la vida de Jesucristo, de la Santísima Virgen, de la Historia Sagrada, la doctrina católica, el ritual de la Santa Misa y las vidas de santos, entre los niños de 6 a 9 años. Para la etapa siguiente, de 9 a 12 años, los libros de aventuras, los temas históricos y misionales comienzan a separarse según el género: los temas de lectura masculinos (relacionados con las maravillas de la naraturaleza y los inventos de la inteligencia humana) y los femeninos (temas fantásticos). La distinción de gustos por género se aplicaría también a los libros entendidos para edades de 12 a 15. Según el catálogo, era «etapa difícil para las niñas, por su tendencia al sentimentalismo», por ello recomendaban las biografías, la novela policíaca infantil y algunas traducciones de «ambiente no católico».